# Ragang
Der Vulkan Ragang ist ein Stratovulkan auf der philippinischen Insel Mindanao. Er liegt an der Grenze zwischen den Provinzen Lanao del Sur und Cotabato in der Autonomous Region in Muslim Mindanao. Der Ragang ist einer von 22 aktiven Vulkanen auf den Philippinen und der aktivste Vulkan auf Mindanao. Er gehört zu einer Vulkankette, die von Vulkanologen Central Mindanao Arc (ein Teil des philippinischen Inselbogens) genannt wird, in dem sich auch der Latukan und der Berg Apo befindet.
Der Gipfel liegt 2815 m über dem Meeresspiegel, der Berg hat einen Basisdurchmesser von 32 km.

## Ausbrüche
Über die Zahl der Ausbrüche gibt es widersprüchliche Angaben. Das Philippine Institute of Volcanology and Seismology nennt acht Eruptionen und datiert die jüngste Eruption auf den Juli 1916. Das Smithsonian Institution’s Global Volcanology Program geht davon aus, dass einige Ausbrüche des benachbarten Makaturing dem Ragang zuzurechnen sind und datiert den jüngsten Ausbruch auf 1873.